# ハード・スタッフ (バンド)
ハード・スタッフ（Hard Stuff）は、イングランドのハード・ロック・バンド。

## 略歴
1970年、元アトミック・ルースターのジョン・カンとポール・ハモンド、元クォーターマスのジョン・ガスタフソン、そしてアル・ショウが、デーモン（Daemon）を結成。
1971年、ショウが脱退、バンド名をデーモンからブレット（Bullet）を経てハード・スタッフと改名。1972年、ファースト・アルバム『ブリットプルーフ』発表。1973年、セカンド・アルバム『ボレックス・ディメンティア』を発表した。
解散後、ガスタフソンはロキシー・ミュージックの準メンバーとして3作のアルバムの制作に参加した後、イアン・ギラン・バンドに加入。カンはシン・リジーのツアーに参加後、ハモンドとアトミック・ルースターを再結成。

## メンバーと担当楽器

### 1970年 - 1971年　デーモン（Daemon）
- ジョン・カン（John Cann） - ギター、ボーカル
- ジョン・ガスタフソン（John Gustafson） - ベース、ボーカル
- ポール・ハモンド（Paul Hammond） - ドラム
- アル・ショウ（Al Shaw） - ボーカル、パーカッション

### 1971年 - 1973年　ハード・スタッフ（Hard Stuff）
- ジョン・カン - ギター、ボーカル
- ジョン・ガスタフソン - ベース・ギター、ボーカル、キーボード
- ポール・ハモンド - ドラム

ファースト・アルバム『ブリットプルーフ』、セカンド・アルバム『ボレックス・ディメンティア』録音。

## ディスコグラフィ

### スタジオ・アルバム
- 『ブリットプルーフ』 - Bulletproof (1972年) ※旧邦題『バレットプルーフ』
- 『ボレックス・ディメンティア』 - Bolex Dementia (1973年)

### シングル
- "Hobo" / "Sinister Minister" (1971年) ※Bullet名義
- 「ジェイ・タイム」 - "Jay Time" / "The Orchestrator" (1972年)
- "Inside Your Life" / "How Do You Do It?" (1973年)

### 関連アルバム
- The Enterance To Hell (1994年) ※Bullet名義とDaemon名義がある。1970年-1971年録音の未発表曲集。